# Платонова епистемология
Платоновата епистемология твърди, че познаването на платонизма е вродено, така че обучението е развитието на идеите, заровени дълбоко в душата, като ръководството на запитване. В няколко диалози на Платон Сократ представя мнението, че всяка душа е съществувала преди раждането с формата на доброто и с познаване на идеите. Тоест, когато една идея е „научена“, всъщност само е актуализиран един „спомен“.
Платон прави рязко разграничение между знанията, които са сигурни, и мнението, което е несигурно. Мненията произтичат от изместването на света на усещане, знанията произтичат от света на вечните форми или есенции. В „Държавата“ тези понятия са изобразени с използване на метафората за слънцето, аналогията на разделената линия и мита на пещерата.

## Платоново учение за спомена
Идеята на учението на Платон за спомена или Анамнезата е, че ние сме родени, притежавайки цялото знание и реализацията на това знание зависи от това да го открием в себе си. Дали тази доктрина трябва да се приема буквално, или да е предмет на спор. Душата е в капана на тялото. Душата някога е живяла в „реалността“, но пак е била в капана на тялото. Тя знае всичко, но го е забравила. Целта на Припомнянето е да се върнем към истинското познание. За да направим това, трябва да преодолеем тялото. Тази доктрина предполага, че нищо не е научено, то просто е иззето или е спомен. Накратко тя казва, че всичко, което знаем, вече е предварително познато и нашите сетива ни дават възможността да се идентифицира и признае наслоената информация в нашия ум.

## Метафората за слънцето
В „Държавата“ (507b – 509C) на Платон Сократ използва слънцето като метафора за източника на „интелектуално просветление“, която той е приел за Формата на доброто. Метафората е за същността на висшата реалност и как стигаме до познанието. Тя започва с окото, което според Сократ е необичайно сред сетивните органи с това, че се нуждае от средства, а именно от светлината, за да работи. Най-силният и най-добрият източник на светлина е слънцето, с него можем да различим обектите ясно. Аналогично на понятните обекти Формата на доброто е необходима, за да се разбере всяко отделно нещо. По този начин, ако се опитваме да разберем защо нещата са такива, каквито са, и това, което с общи категории може да се използва, за да разбираме различните данни около нас, без да се позоваваме на никакви форми (универсалии), ние ще се провалим напълно. От друга страна, областта, в която истината и реалността светят блестящо е не друга, а света на Платон за формите – осветен най-високо от Формите на доброто.

## Аналогия на разделената линия
В „Държавата“ на Платон (книга VI) разделената линия има две части, които представляват разбираемия свят и видимия свят. Всяка от тези две части е разделена, сегментите в разбираемия свят представляват по-високи и по-ниски форми, а сегментите в рамките на видимия свят представляват обикновени видими обекти и техните сенки, отражения, и други образи. Сегментите са неравностойни и техните дължини представляват „сравнителната им яснота и неяснота“, тяхната сравнителна „реалност и истина“, както и дали имаме знания, или вместо това, само мнение за обектите.

## Мит за пещерата
В най-известния си диалог, „Държавата“, Платон прави аналогия между човешкото усещане и сенките, които преминават покрай стената на пещерата – алегория, известна като Мита за пещерата на Платон.

## Мит за колесничаря
Наред с тези и други алегории Митът за колесничаря на Платон (Федър 245в-257Б) със сигурност също заслужава внимание. Изкачването на ума до небесното и транс-небесното царство се оприличава на колесничар и колесница, теглена от два крилати коня, един тъмен и един бял. Образното представяне е известният Платон тристранен модел на душата; колесничарят представлява причината, или интелекта, черният кон – апетита за страсти, белият кон – сприхавия характер на човека (природата). Само чрез опитомяване и контрол на два коня може колесничаря да се изкачи до небето и да се наслади на пиршеството на божественото знание. Ключови епистемологични характеристики на Мита за колесничаря са акцента (както и при Мита за пещерата) при истинското познание като изкачване, както и необходимостта да се справим нечии страстен характер, за да се получи истинско познание.

## Пример: Любов и Мъдрост
Добър пример за това как Платон представя придобиването на знания се съдържа в „стълбата“ на любовта. В „Пирът“ (210A-211b) на Платон Сократ цитира жрицата Диотима, която дава определение на „любовника“ като човек, който обича без полза, и любовта като желание за нещо, което не е нужно. Според тази стълба любовникът преминава от стъпало на стъпало, от най-долната любов към чистата форма на любов, както следва:
1. Красиво тяло – Любовникът започва оттук, в най-откритата форма на любов.
2. Всички красиви тела – Ако любовникът изследва любовта си, той/тя ще намери, че красотата се съдържа в това красиво, което се споделя от всички красиви тела.
3. Красотата на душата – След като най-вероятно се опитва да има всяко красиво тяло, любовникът трябва да осъзнае, че ако една любов не отговаря, няма причина да се мисли, че много от тях ще отговарят. По този начин „любителят на всеки орган“ (по думите на Платон), трябва да „донесе страстта му към едно нещо в подходящо съотношение, като му отдава малко, или никакво значение“. Вместо това, страстта се прехвърля в по-подходящ обект – душата.
4. Красотата на законите и институциите – Следващата логична стъпка е любовника да обича всички красиви души и след това да прехвърли любовта си към този, който е отговорен за неговото съществуване: умерен, хармоничен, чисто социален ред.
5. Красотата на Познанието – След като премине по този път, за любовника ще отнеме време да достигне до това, което произвежда и прави разбираеми добрите социални институции – познанието.
6. Красотата на човешката същност – Това е платонична „форма“ на самата красота. Това не е нещо специално, което е красиво, то е по-скоро същността на красотата. Платон описва това ниво на любов като „чудно видение“ за „вечната красота, за която възрастта няма значение, тази любов не избледнява“. Тя е вечна и не се „състои от само себе си и съществува във вечно единство с всеки прекрасни неща, които участват в нея“.

Знанието за други неща е придобито по подобен начин, с напредването на базовата реалност (или сянка), обект на желанието (червено, висок, слаб, желание и т.н.) за крайния вид на става нещо, което се иска, или нещо, което се търси. Тези стъпки следват същата тенденция като Метафората за слънцето на Платон, Мита за пещерата и Аналогията на разделената линия; прогрес носи една по-близо реалност, тъй като всяка стъпка обяснява относителната реалност от миналото.
|  | Тази страница частично или изцяло представлява превод на страницата Platonic epistemology в Уикипедия на английски. Оригиналният текст, както и този превод, са защитени от Лиценза „Криейтив Комънс – Признание – Споделяне на споделеното“, а за съдържание, създадено преди юни 2009 година – от Лиценза за свободна документация на ГНУ. Прегледайте историята на редакциите на оригиналната страница, както и на преводната страница, за да видите списъка на съавторите. ВАЖНО: Този шаблон се отнася единствено до авторските права върху съдържанието на статията. Добавянето му не отменя изискването да се посочват конкретни източници на твърденията, които да бъдат благонадеждни. |